# Guillaume Levarlet
Guillaume Levarlet (Beauvais, Francia, 25 de julio de 1985) es un ciclista francés que fue profesional entre 2007 y 2018.
Tuvo un accidente de circulación el 24 de noviembre de 2013 donde falleció Arnaud Coyot y en el que se encontraba de igual modo su compañero de equipo Sébastien Minard. Como consecuencia fue condenado a un año de prisión suspendida "por homicidio involuntario al conducir un vehículo bajo los efectos del alcohol".

## Palmarés
2007
- Tour de Jura

2010
- 1 etapa del Tour de Gévaudan Languedoc-Roussillon

2011
- Tour de Gévaudan Languedoc-Roussillon, más 2 etapas

## Resultados en Grandes Vueltas
Durante su carrera deportiva consiguió los siguientes puestos en las Grandes Vueltas:
| Carrera | Carrera         | 2007 | 2008  | 2009 | 2010 | 2011 | 2012 | 2013 | 2014 | 2015 | 2016 | 2017 | 2018 |
| ------- | --------------- | ---- | ----- | ---- | ---- | ---- | ---- | ---- | ---- | ---- | ---- | ---- | ---- |
|         | Giro de Italia  | —    | 113.º | —    | —    | —    | —    | —    | —    | —    | —    | —    | —    |
|         | Tour de Francia | —    | —     | —    | —    | —    | 75.º | 61.º | —    | —    | —    | —    | —    |
|         | Vuelta a España | —    | —     | —    | —    | —    | —    | —    | 49.º | —    | —    | —    | —    |

—: no participa

## Equipos
- Auber 93 (2007)
- Française des Jeux (2008-2009)
- Saur-Sojasun (2010-2012)
- Cofidis, Solutions Crédits (2013-2014)
- Auber 93 (2015-2016)
  - Auber 93 (2015)
  - HP BTP-Auber93 (2016)
- Wanty-Groupe Gobert (2017)
- Saint Michel-Auber93 (2018)